# Immaculée Ilibagiza
Immaculée Ilibagiza  née en 1972 au Rwanda est une écrivaine et conférencière inspirante rwandaise d'origine tutsi. Elle obtient, en 2007, le prix Mahatma Gandhi pour la réconciliation et la paix.

## Vie personnelle
Elle fait des études d'ingénieur en électronique et mécanique puis obtient un doctorat de l'université de Saint John (New York).
Âgée de 22 ans lors du génocide, elle reste cachée pendant 91 jours, avec sept autres femmes, dans une petite salle de bain, dissimulée dans une pièce masquée par une armoire dans la maison du pasteur Hutu Siméon Nzabahimana. Pendant le génocide, la plupart des membres de la famille d'Immaculée Ilibagiza sont tués par les milices Interahamwe : sa mère, son père et ses deux frères Damascene et Vianney. Son frère Aimable, qui étudiait au Sénégal et ne savait pas que le génocide était en cours et elle, sont les seuls survivants. 
Pour fuir le génocide, elle migre aux États-Unis, en 1994 et est naturalisée citoyenne américaine en 2013.
Immaculée Ilibagiza est mariée à Bryan Black, un américain travaillant pour l'Organisation des Nations unies, sur les crimes de guerre au Rwanda. Bryan est chef adjoint de la sécurité au siège de l'ONU. Elle travaille comme assistante au programme de développement pour l'ONU à New York et a créé une fondation (Immaculee's Health Mission) pour venir en aide aux enfants orphelins et aux victimes de guerres. Ce fonds a recueilli plus de 200 000 $ pour un orphelinat du Rwanda.
Ecrivaine et conférencière pour la paix, la foi et le pardonN son premier livre, Left to Tell: Discovering God Amidst the Rwandan Holocaust (2006) (en français : Miraculée : une découverte de Dieu au cœur du génocide rwandais), est un ouvrage autobiographique détaillant comment elle a survécu durant le génocide des Tutsi au Rwanda en 1994. Dans son livre, Immaculée Ilibagiza explique comment sa foi catholique l'a guidée à travers les épreuves. Elle y fait part de son pardon et sa compassion envers les assassins de sa famille.
Elle apparaît sur la chaîne de télévision Public Broadcasting Service dans les programmes de Wayne Dyer mais aussi le 3 décembre 2006 dans l'émission 60 Minutes (rediffusée le 1er juillet 2007).
En 2006, Peter Le Donne et Steve Kalaferun sont nommés aux Oscars du cinéma, catégorie meilleur court métrage documentaire pour anglais : The Diary of Immaculee (Le Journal d'Immaculée).
Immaculée Ilibagiza témoigne partout dans le monde et est lauréate, en 2007, du prix Mahatma Gandhi pour la réconciliation et la paix.

## Ouvrages
- Miraculée : une découverte de Dieu au cœur du génocide rwandais, avec Steeve Erwin, J'ai lu, 2006
- Notre Dame de Kibeho : du cœur de l'Afrique, Marie s'adresse au monde entier, avec Steeve Erwin, Escalquens, Varennes, 2010
- De l'horreur au pardon : témoignage d'une rescapée du Rwanda, Artège, 2010
- A Visit from Heaven, 2010
- The Boy Who Met Jesus: Segatashya Emmanuel of Kibeho, avec Steeve Erwin, 2012
- The Rosary: The Prayer That Saved My Life, avec Steeve Erwin, 2014